# Alacurt de Sumatra
L'alacurt de Sumatra (Brachypteryx saturata; syn: Brachypteryx montana saturata) és un tàxon d'ocell de la família dels muscicàpids (Muscicapidae). És endèmic de l'illa de Sumatra, a Indonèsia. El seu hàbitat natural són els boscos tropicals i subtropicals de frondoses humits de l'estatge montà. El seu estat de conservació és de risc mínim.

## Taxonomia
El Handook of the Birds of the World i la quarta versió de la BirdLife International Checklist of the birds of the world (desembre 2019), consideren que aquest tàxon tindria la categoria d'espècie. Tanmateix, altres obres taxonòmiques, com la llista mundial d'ocells del Congrés Ornitològic Internacional (versió 12.1, gener 2022), el consideren una subespècie de l'alacurt blau (Brachypteryx montana).